# 장베이구 (닝보시)

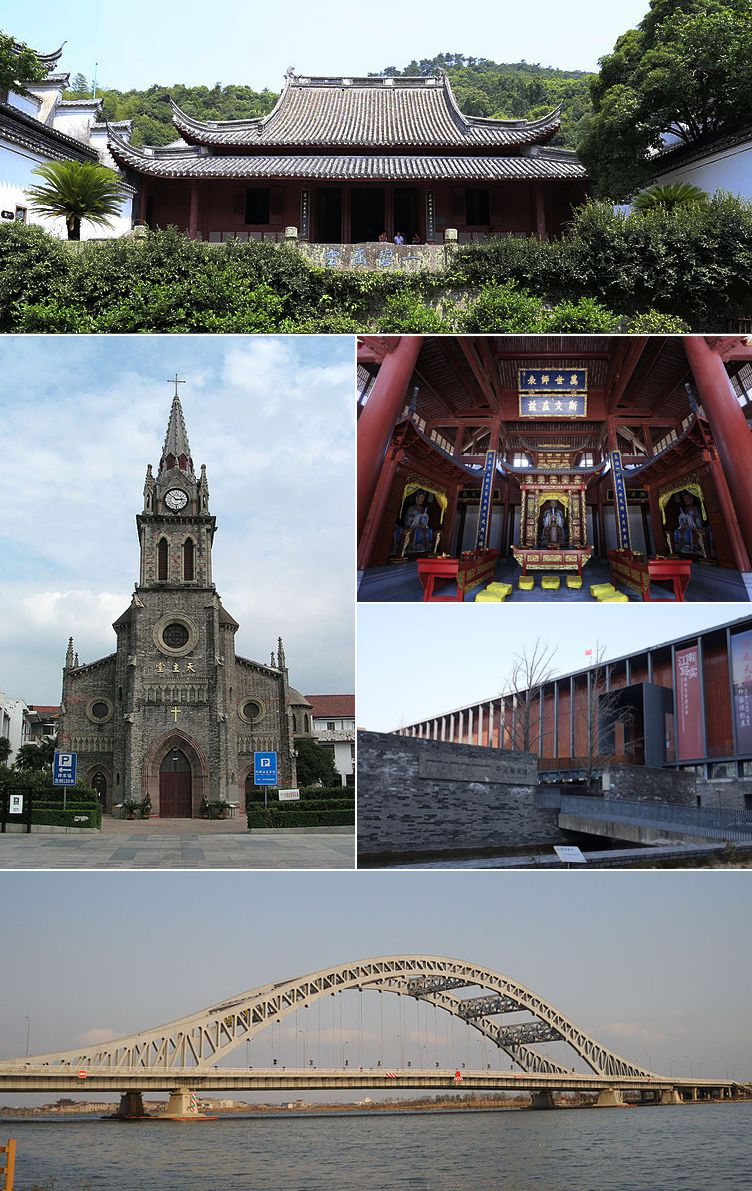

장베이구(한국어: 강북구, 중국어: 江北区, 병음: Jiāngběi Qū)는 중화인민공화국 저장성 닝보시의 현급 행정구역이다. 넓이는 209km2이고, 인구는 2007년 기준으로 230,000명이다.

## 행정 구역
7개 가도, 1개 진을 관할한다.
- 가도: 中马街道, 白沙街道, 孔浦街道, 文教街道, 甬江街道, 庄桥街道, 洪塘街道.
- 진: 慈城镇.